# Hunsingo (région)

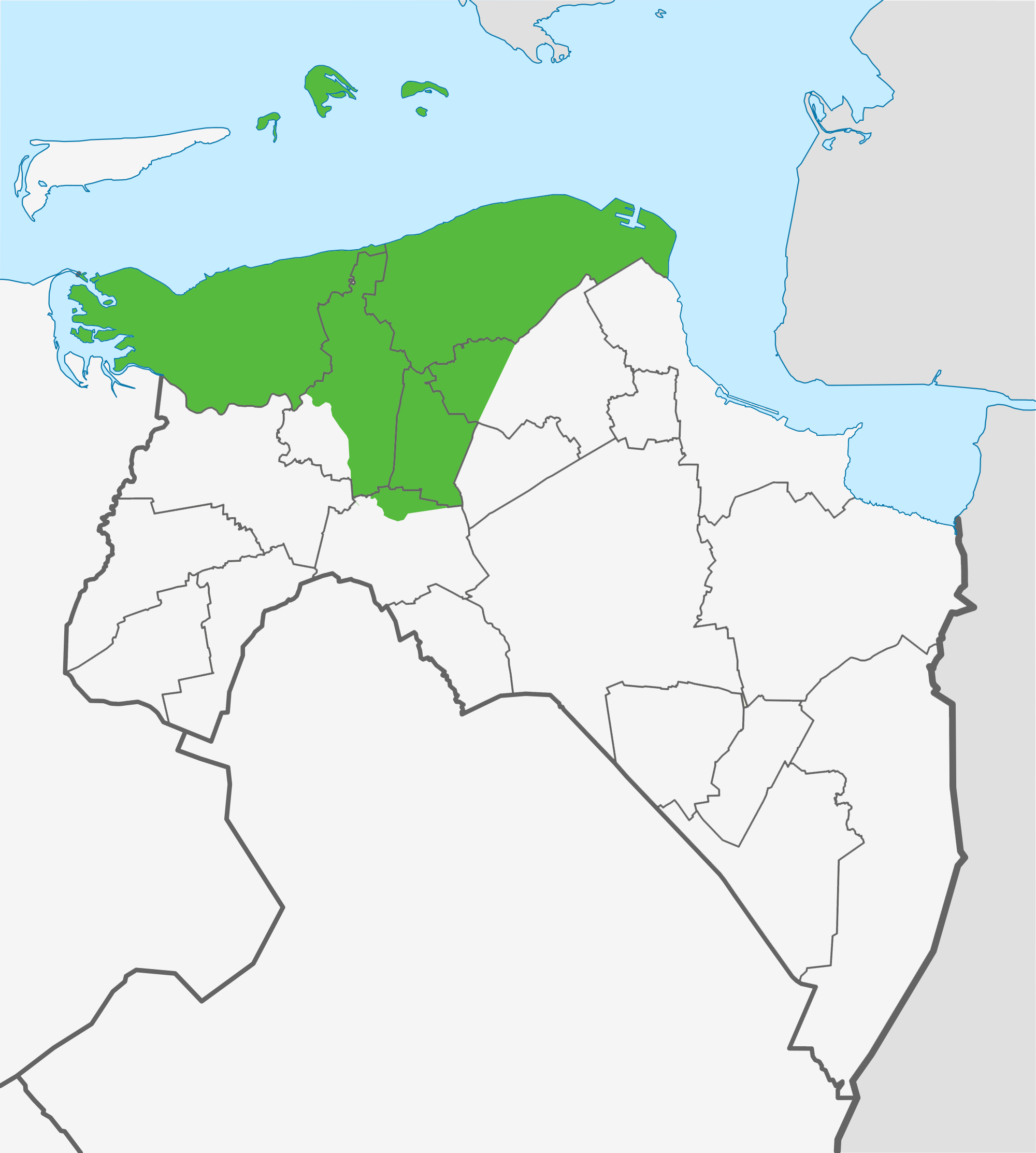
Localisation du Hunsingo dans la province de Groningue. Les lignes gris clair correspondent aux limites des communes au XIXe siècle.

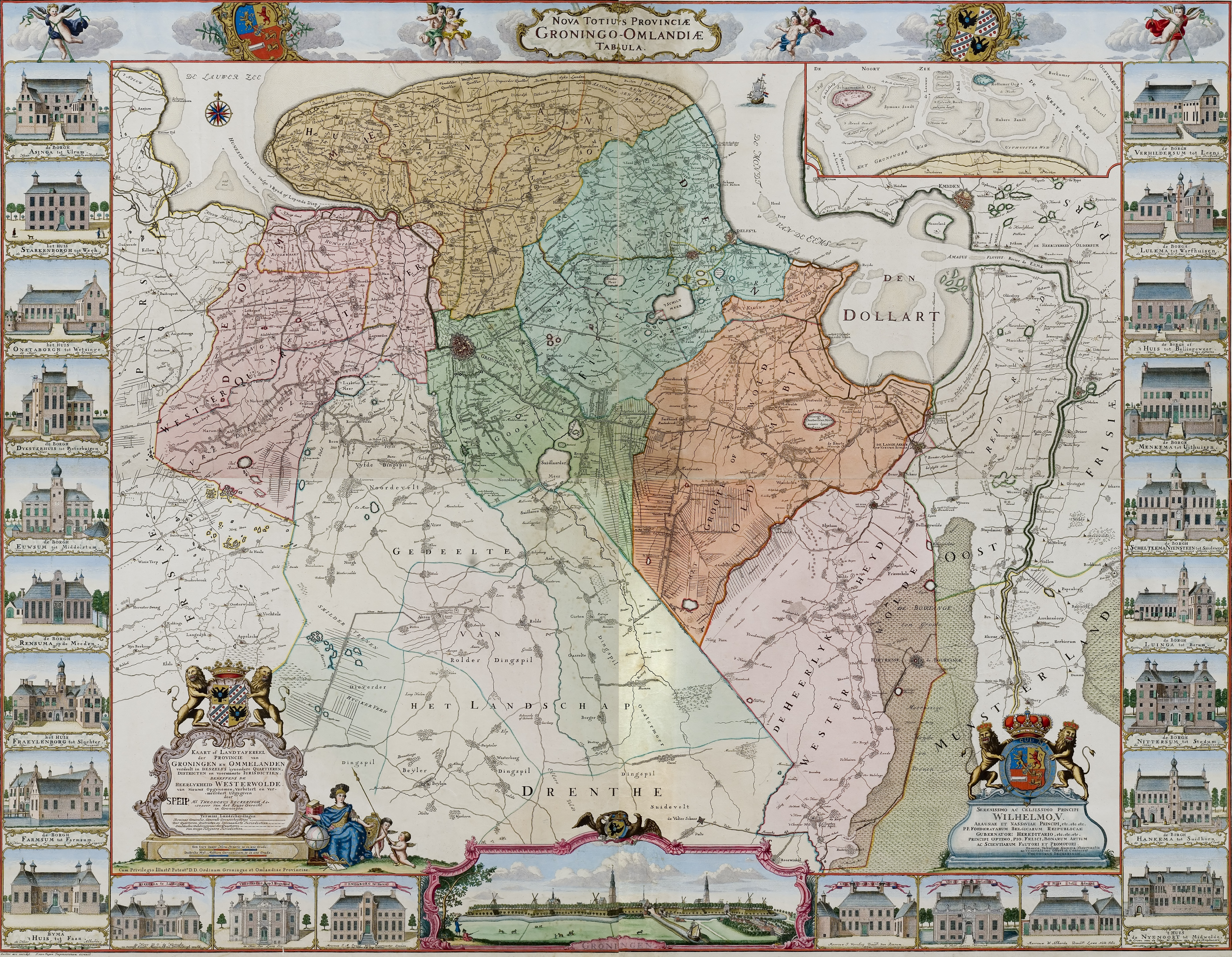
Ancienne carte de la province de la Ville et des Ommelanden (province de Groningue) en 1781, avec le Hunsingo en jaune.

Hunsingo (Groningois : Hunzego ou Hunzengo) est une région de la province de Groningue, située entre le canal Reitdiep et le Maarvliet, ancien cours d'eau aujourd'hui disparu. Le Hunsingo était l'une des trois régions rurales formant les Ommelanden, les territoires hors de la ville de Groningue. Il borde la mer des Wadden au nord, le Fivelingo à l'est, le Westerkwartier et la province Frise à l'ouest, et le Gorecht au sud. La région correspond à la superficie de la commune actuelle de Het Hogeland et de l'ancienne commune de Middelstum.
Le nom signifie région (go ou gau) de la Hunze, un fleuve prenant sa source dans la province de Drenthe. À l'origine, la Hunze suivait un cours différent et se jeter dans la mer des Wadden à l'actuelle Pieterburen. En raison d'ensablements successifs, la Hunze a été canalisée au XIVe siècle pour former le Reitdiep.
Hunsingo est le premier membre de l'Union Ommelander. Le ville principale était Winsum, où les Ommelanden tenaient pendant une courte période leurs réunions.
Trois des îles des Wadden – Rottumerplaat, Rottumeroog et Zuiderduintjes– appartiennent à cette zone.

## Histoire
Tout comme le Fivelingo, le Hunsingo est à l'origine un go frison. En 787, le roi des Francs Charlemagne ordonne au missionnaire Ludger l'évangélisation de la moyenne Frise. Le monastère de Fulda a reçu une donation à Middelstum au IXe siècle« in pago Hunergewe in regione fresonum ». En 1057, le go de Hunsingo est mentionné comme faisant partie d'un comté accordé par l'empereur Henri IV sous la régence de sa mère à l'archevêque de Hambourg, Adalbert de Brême. Avant cette époque, les Brunon auraient eu le go en fief. Des pièces de monnaie étaient frappées à Winsum au XIe siècle, ce qui permet de déduire que Winsum était la capitale du comté. Par la suite, la ville d'Onderdendam est devenue la principale ville de la région.
Aux XVIIe et XVIIIe siècles, le Hunsingo devient le premier membre de l'Union Ommelander. Les jonkers des Ommelanden ont tenu leurs réunions pendant une courte période à Winsum. Winsum était à l'origine une localité à caractère urbain, cependant, en raison de sa proximité avec la ville de Groningue, elle n’a pas eu la possibilité d'acquérir le statut de véritable ville.
Le gau était à l'origine subdivisé en deux ou trois parties, qui coïncidaient avec les plus anciens sous-districts ou paroisses mères. Parmi celles-ci, les paroisses d'Usquert et de Leens étaient les plus anciennes. Le Westerambt, avec sa capitale à Baflo, s'est ensuite divisé en une moitié nord (Halfambt) et une moitié sud, qui se sont à nouveau divisées en deux districts Ubbega et Middag : la Marne s'est temporairement divisée en une partie orientale et une partie occidentale au XVe siècle.
- Marne (ville principale Leens)
- Halfambt (au nord du Winsumerdiep, ville principale Baflo)
- Upgo ou Ubbega (entre le Winsumerdiep et le Reitdiep, ville principale Winsum)
- Middag (au sud du Reitdiep, ville principale Garnwerd)
- Oosterambt, (ville principale Usquert )

La zone de tourbières Innersdijk est séparée de l'Oosterambt vers le XIVe siècle :
- Innersdijk (ville principale Bedum )

La région de la Marne est à l'origine partie du gau de Humsterland (dans le Westerkwartier), avant d'être rattachée au Hunsingo avec la création du Reitdiep et de l'exploitation de la zone de tourbe située derrière celui-ci.
Le district de Middag est rattaché au Westerkwartier depuis le XVIe siècle. Les différents sous-districts se caractérisaient par une grande indépendance : les représentants communs se réunissaient à Onderdendam, qui se trouvait exactement à la frontière des principaux sous-quartiers
En 1659, pour mettre fin aux conflits persistants, une nouvelle division fut instaurée par arrêté des États généraux, qui fut abolie en 1749 :
- Marnsteradeel
- Halfambtsteradeel
- Oostambtsteradeel

Les limites plutôt arbitraires de ces districts sont représentées sur la carte provinciale de Theodorus Beckeringh de 1781.
Entre 1830 et 1880, 5 900 personnes ont émigré du Hunsingo, presque toutes vers les États-Unis. Cela représente les deux tiers de toute l'émigration de toute la province de Groningue. La majeure partie des émigrants de Hunsingo s'est déplacée vers l'ouest Michigan ou Chicago et un plus petit nombre vers Lafayette, Indiana.

## Caractéristiques

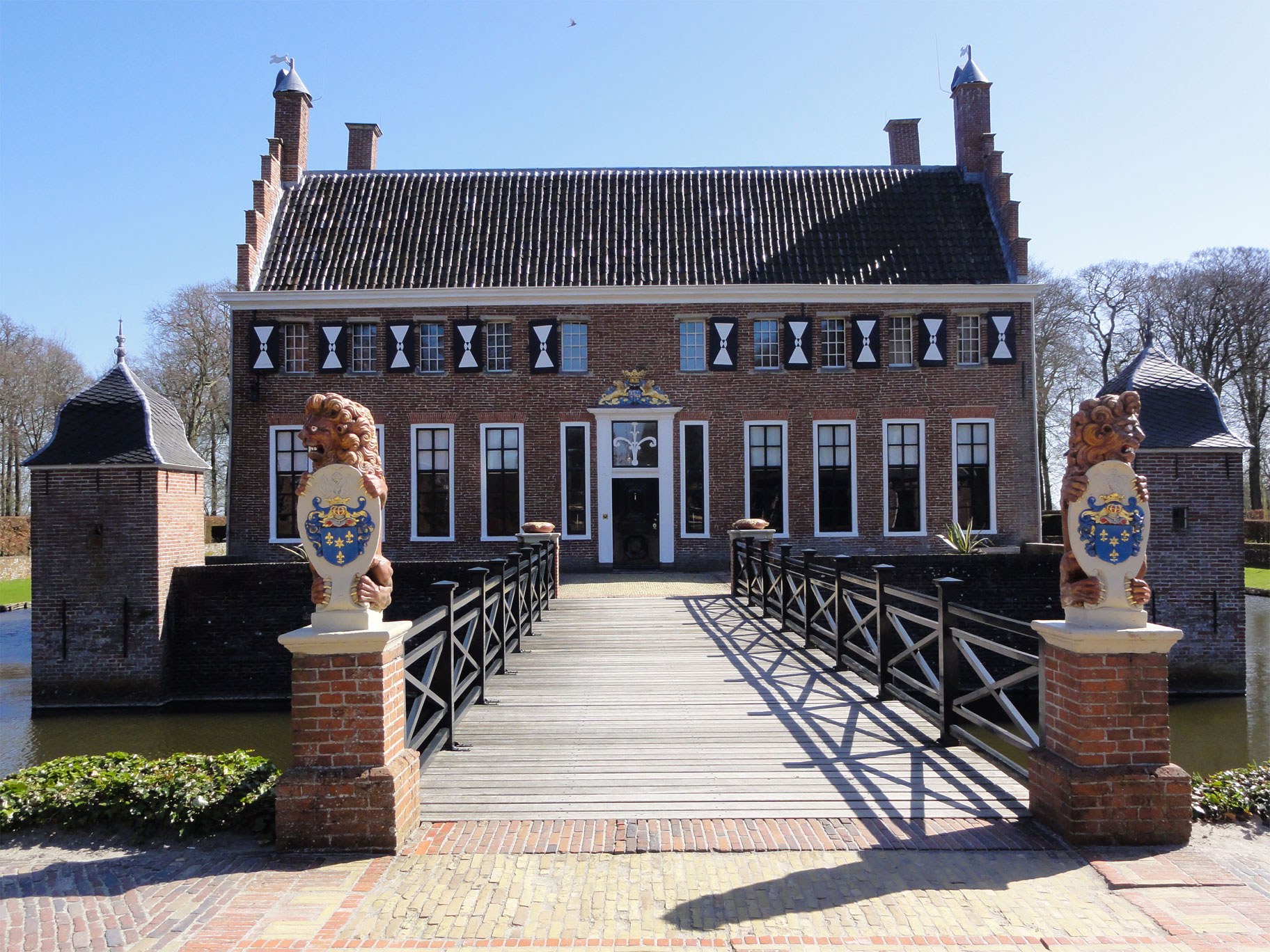
Menkemaborg près d'Uithuizen.

La population parlait autrefois un dialecte du frison oriental, mais avec l'union de Groningue avec les Ommelanden, le frison a été absorbé dans le bas saxon parlé dans la région, qui possède encore un fort substrat frison.
De nombreux manoirs fortifiés appelés borg (nl)s se trouvent en Hunsingo. Cela ne signifie pas nécessairement qu'il y avait plus de noblesse à Hunsingo que dans le reste de la province de Groninge. Une grande partie d'entre eux ont été démolis, tant par les autorités que par des personnes mécontentes. Parmi les bords notoires en Hunsingo figurent le Menkemaborg près d'Uithuizen et le Verhildersum, près de Leens.
Le Hunsingo se caractérise par un sol argileux, des prairies, des terps et des digues. À l'origine, le Hunsingo était beaucoup moins étendu et une grande quantité de terre a été récupérée grâce à la construction de digues. La mer a continué à déposer une couche d'argile contre les digues jusqu'à ce qu'elle ait ajouté quelques mètres supplémentaires. En raison de ce dépôt, ce nouveau terrain est plus haut que l'ancien terrain situé à l'intérieur de la digue, c'est pourquoi une partie du Hunsingo est également connue à Groningue sous le nom de Hogeland (« les hautes terres »). Une fois que le nouveau remblai eut atteint des dimensions suffisantes, il fut ensuite sécurisé par la construction d'une nouvelle digue.
Aujourd'hui, le Hunsingo est l'un des moteurs économiques les plus importants de Groningue. Cela est dû à l'Eemshaven à l'est et au parc national de Lauwersmeer et au village de crevettes de Zoutkamp à l'ouest. L'entreprise de crevettes Heiploeg est située à Zoutkamp. C'est le plus grand fournisseur de crevettes en Europe. En outre, l'agriculture revêt toujours une grande importance.